# Dobra (Police)
Pour les articles homonymes, voir Dobra.
Dobra (prononciation : [ˈdɔbra] ; allemand : Daber) est un village de la voïvodie de Poméranie-Occidentale, dans le powiat de Police, en Pologne.

## Histoire
Jusqu'en 1945, le village de Daber fait partie de l'arrondissement de Randow (de) puis de l'arrondissement d'Ueckermünde dans le district de Stettin de la province de Poméranie.

## Monuments
- Église à Dobra (XIIIe siècle)

## Villes importantes proches
- Police (Pologne)
- Szczecin